# 132 아이트라
132 아이트라 (132 Aethra)는 편심 이각을 돌고 있는 소행성이자 화성 횡단 소행성이며 직경은 약 40km이다.
이 소행성은 1873년 제임스 크레이그 왓슨이라는 천문학자에게 발견되었으며 화성 횡단 소행성중에서 최초로 발견된 소행성이다. 그리고 때때로 화성보다 태양에게 더 가까워지는 다소 편심한 궤도를 가지고 있다

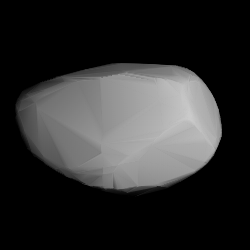
132 아이트라의 3D 모델.

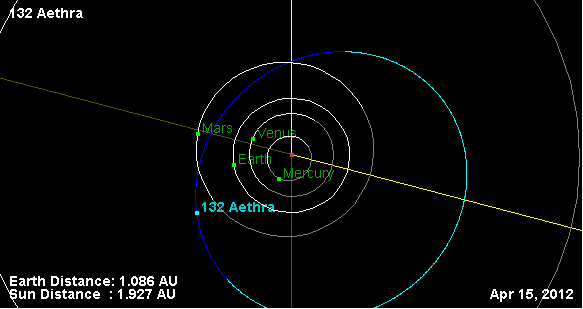
132 아이트라의 궤도.

132 아이트라의 이름은 그리스 신화에서 나오는 테세우스의 어머니인 아이트라에서 따왔다.